# Stefano Sacchetti
Stefano Sacchetti (Modena, 10 agosto 1972) è un allenatore di calcio ed ex calciatore italiano, di ruolo difensore, tecnico in seconda della formazione Primavera del Modena.

## Caratteristiche tecniche
Difensore polivalente, è stato schierato sulla fascia come terzino fluidificante, come marcatore o come libero. Nelle prime stagioni a Piacenza è stato utilizzato anche come centrocampista con compiti di copertura, spesso come marcatore della mezzapunta avversaria.

## Carriera

### Giocatore

#### Club
Il suo esordio tra i professionisti è avvenuto con la casacca del Modena, con cui disputa 29 partite nel campionato di Serie B 1991-1992. Nel 1992 viene ingaggiato per 2 miliardi di lire dalla Sampdoria, con cui debutta in Serie A il 4 ottobre 1992 in Torino-Sampdoria 2-2. Milita per cinque campionati consecutivi nella formazione blucerchiata, utilizzato come alternativa di Mannini, Vierchowod e Lanna, e nel 1997 viene acquistato dal Piacenza. Nella prima stagione resta vittima di un serio infortunio ai legamenti del ginocchio, che limita a 16 le sue presenze in campo, mentre nelle due annate successive viene impiegato come jolly di difesa e centrocampo da Giuseppe Materazzi prima e Luigi Simoni poi. Solo nella stagione 2000-2001, con Novellino allenatore, conquista il posto da titolare come terzino destro
Nel maggio 2001 Sacchetti, insieme al compagno di squadra Nicola Caccia, subisce una squalifica di 8 mesi per doping (poi ridotta a 4 mesi dalla CAF) in seguito a un controllo effettuato dopo la partita Sampdoria-Piacenza del dicembre 2000.
Nel 2002 fa ritorno alla Sampdoria, al seguito di Novellino, e nella sua seconda esperienza in blucerchiato gioca da titolare conquistando la promozione in Serie A. Nella massima serie gioca altri due campionati, prima di lasciare definitivamente Genova e trasferirsi, in scadenza di contratto, all'ambizioso Mantova, in Serie B. Vi rimane per quattro campionati nella serie cadetta, sfiorando la promozione in Serie A ai playoff nel campionato 2005-2006.
Nel 2009, in seguito alla politica di svecchiamento della formazione virgiliana, rimane svincolato, e nell'ottobre 2009 si avvicina a casa e firma un contratto con la Virtus Castelfranco, in Serie D. Gioca due campionati nella formazione modenese, chiudendo la carriera nel 2011 dopo la sconfitta nei playoff contro il Pontedera.

#### Nazionale
In gioventù ha fatto parte anche della Nazionale Under-21, in cui ha collezionato 4 gettoni.

### Allenatore
Subito dopo il ritiro, gli viene affidata la panchina degli esordienti regionali del Modena, passando poi alla guida della formazione Giovanissimi Regionali. Il 10 luglio 2013 passa alla guida degli Allievi Lega Pro. Il 10 luglio 2017 entra nello staff del Sassuolo come collaboratore tecnico del mister Cristian Bucchi. Anche con l’arrivo di Giuseppe Iachini alla guida dei Neroverdi rimane nello staff.
Nell'estate 2022 assume l'incarico di vice allenatore della squadra femminile del Sassuolo, affiancando Gianpiero Piovani per la stagione 2022-2023.

## Palmarès
- Coppa Italia: 1

Sampdoria: 1993-1994